# 花のヤングタウン
『花のヤングタウン』（はなのヤングタウン）は、1968年7月10日に発売されたザ・ワイルドワンズの楽曲である。

## 解説
- 作詞は島田陽子、補作詞は山上路夫、作曲は加瀬邦彦である。雑誌「平凡」で募集された曲である。明るい曲調の曲であり、植田芳暁がソロで歌い、オリコンチャートの最高順位18位、7.2万枚を売り上げるヒットとなった。
- B面は「あの雲といっしょに」（岩谷時子 作詞、加瀬邦彦 作曲）。バラード調の曲であり、鳥塚繁樹と渡辺茂樹が2人で歌っている。

## 収録曲
1. 花のヤングタウン(Let's Go! Young Town)
  - 作詞:島田陽子／作曲:加瀬邦彦
2. あの雲といっしょに(The End Of My Summer)
  - 作詞:岩谷時子／作曲:加瀬邦彦